# Napięcie kontaktowe
Napięcie kontaktowe – różnica potencjałów ustalająca się w stanie równowagi termodynamicznej na styku dwóch ciał (metali, półprzewodników).
Napięcie kontaktowe jest spowodowane powstaniem w obszarze granicznym elektrycznej warstwy podwójnej wskutek przejść elektronów z ciała o mniejszej pracy wyjścia (ładuje się dodatnio), do ciała o większej pracy wyjścia (ładuje się ujemnie). Elektrony przechodzą aż do momentu powstania różnicy potencjałów, która uniemożliwia dalsze ich przechodzenie. 
Napięcie kontaktowe osiąga wartość od ułamków wolta do kilku woltów. Istnieje tzw. szereg Volty w którym każdy metal poprzedni tego szeregu przy styku z jednym z poprzednich metali przyjmuje potencjał dodatni.